# 명동 사나이와 남포동 사나이
"명동 사나이와 남포동 사나이"는 1970년 공개된 대한민국의 영화이다.

## 배역
- 장동휘
- 황해
- 임지영
- 허장강
- 박암
- 독고성
- 이대엽
- 장혁
- 문오장
- 황백
- 최병철
- 정혜선
- 김웅
- 조덕성
- 조석근
- 최삼
- 강동규
- 남대영
- 지방열
- 박노식 ... 특별출연